# Abbaye de Basingwerk
L'abbaye de Basingwerk (Abaty Dinas Basing en gallois) est une ancienne abbaye cistercienne du pays de Galles, située à Holywell, sur la rive gauche de l'estuaire de la Dee.
Fondée en 1131 à l'autre bout du Pays de Galles, elle est alors savignienne. En 1147, elle devient cistercienne ; dix ans plus tard, elle est déplacée dans son site actuel ; mais elle y souffre des conflits anglo-gallois du XIIIe siècle.
Elle est dissoute en 1536.

## Localisation

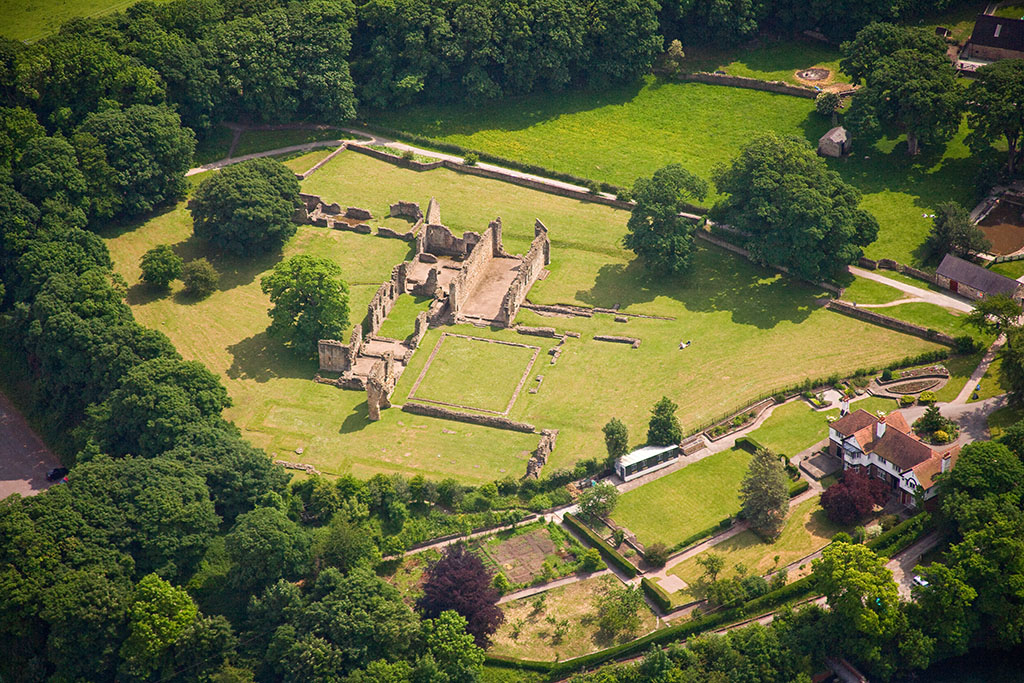
Le site des ruines de l'abbaye.

L'abbaye surplombe l'estuaire de la Dee, et est placée dans un petit vallon proche de celui-ci et en contrebas de la ville d'Holywell.

## Historique

### Fondation initiale
L'abbaye est fondée en 1131 par le comte de Chester Ranulph de Gernon, sur un site assez éloigné de l'actuel, dans la péninsule de Llŷn. Elle fait alors partie de la congrégation de Savigny. Le 17 septembre 1147, elle est rattachée avec toute la congrégation à l'ordre cistercien ; en 1157, Henri II milite avec scucès pour que Basingwerk devienne fille de Buildwas.

### Déplacement
En 1157, parallèlement à l'affiliation à Buildwas, Henri II fait déplacer la communauté de Llŷn au site actuel ; la même année, l'abbaye se trouve prise entre deux feux à l'occasion de la guerre entre le souverain anglais et Owain Gwynedd ; la position de l'abbaye est en effet stratégique et le souverain gallois l'occupe durant plusieurs jours avant de battre les troupes anglaises.

### Moyen Âge
Giraud de Barri, passant à Basingwerk en 1188, n'est guère impressionné et décrit l'abbaye comme un petit établissement sans grande originalité. Le soutien de Llywelyn le Grand permet à l'abbaye de se développer, notamment sur le plan technique et économique. En particulier, un puits est creusé, l'aménagement du ruisseau permet de mettre en place un foulon et un pèlerinage attire des foules, mais aussi Henri V et Édouard VI.
À la fin du XIIIe siècle, toutefois, la conquête du pays de Galles par Édouard Ier ruine l'abbaye, qui obtient une compensation de cent livres de la part du souverain anglais, ainsi qu'un droit de l'abbé de siéger aux sessions parlementaires à Londres. Toutefois, les difficultés économiques se prolongent au XIVe siècle, Basingwerk restant très endettée.
Le quinzième siècle est troublé par les luttes de pouvoir des abbés. En 1430, Henry Wirral se proclame abbé contre les droits de Richard Lee, ce dernier étant soutenu par le roi ; Wirral parvient à se maintenir jusqu'en 1454, date à laquelle il a été arrêté pour divers délits. Par la suite, Richard Kirby et Edmund Thornbar déclenchent le même type de conflit ; c'est Richard qui reste en fonction jusqu'en 1476, quoique son adversaire ait le soutien du chapitre général cistercien. La situation s'apaise enfin durant le long abbatiat de Thomas Pennant, de 1481 à 1523 ; ce dernier a conservé une réputation de grande érudition et de beaucoup de générosité.

### Dissolution
Dans le cadre de la dissolution des monastères, Basingwerk est fermée par Henri VIII dès 1536. Rapidement, l'édifice devient une carrière de pierres, utilisée notamment pour tenter de réparer le château de Holt, certains éléments étant même prélevés pour être réemployés  en Irlande, dans le château de Dublin.

## Architecture
Le plan général de l'abbaye respectait les principes de construction cistercien. Les techniques architecturales et ornementales mises en place rapprochent Basingwerk de sa voisine Valle Crucis, également galloise.

### Église abbatiale
L'église, longue d'une cinquantaine de mètres, était orientée et en forme de croix latine, dotée d'un transept dont chacune des branches s'ouvrait sur deux chapelles encadrant le chœur. Ces dimensions étaient relativement exiguës en rapport aux autres églises cisterciennes galloises.

### Bâtiments conventuels
Le cloître situé au sud de l'église était un rectangle de 28 × 23,7 mètres. Sa partie est, dans le prolongement du bras méridional du transept, correspondait à l'aile des moines, au rez-de-chaussée de laquelle était notamment aménagée la salle capitulaire. Celle-ci est reconstruite au XIIIe siècle afin de s'agrandir d'une travée vers l'est ; les salles suivantes correspondaient au parloir et à la salle des moines. L'ensemble de l'aile supportait, au premier étage, le dortoir des moines, qui communiquait par un escalier avec le transept, afin d'accéder de nuit à l'église.
L'aile sud correspondait, tout aussi classiquement, au réfectoire et à la cuisine. Ceux-ci étaient de style gothique, avec de vastes verrières en lancettes ouvertes au sud et à l'ouest. Enfin, l'aile occidentale, comme de coutume, était celle des convers.
Des agrandissements du côté sud-est sont réalisés au XIVe siècle, notamment pour aménager des bâtiments à vocation économique ainsi que des latrines. Enfin, au XVe siècle, la couverture est refaite en plomb et des chambres d'hôtellerie sont construites au sud-est.

### Protection
Depuis 1991, c'est un monument classé de grade I.